# 14486 Tuscia
14486 Tuscia eller 1994 TE är en asteroid i huvudbältet som upptäcktes den 4 oktober 1994 av de båda italienska astronomerna Gabriele Cattani och Luciano Tesi vid Pian dei Termini-observatoriet. Den är uppkallad efter den italienska regionen Toscana.
Asteroiden har en diameter på ungefär 2 kilometer.